# Ollie Mitchell
Oliver Edward Mitchell (Los Ángeles (California), 8 de abril de 1927 – Puakō, 11 de mayo de 2013) fue un músico y líder de banda estadounidense. Fue hijo de Harold Mitchell, trompetista líder de MGM Studios, que también dio clases de trompeta a su hijo Ollie.

## Carrera
Mitchell tocó en bing bands de Harry James, Buddy Rich y Pérez Prado, entre otros, así como también en la NBC Symphony Orchestra. En la década de los 60, Mitchell se unió a The Wrecking Crew, un grupo de músicos de estudio que tocó para muchas grabaciones de cantantes importantes de la época, así como también temas de televisión, bandas sonoras y jingles publictarios. Mitchell formó parte del grupo original del Herb Alpert's Tijuana Brass. También formó sus propias orquestas, las Ollie Mitchell's Sunday Band y la Olliephonic Horns.

## Vida personal
En 1995, Mitchell y su mujer Nancy se trasladaro de Los Angeles a Puakō, donde fundaría los Horns. En 2010, Mitchell publicó sus memorias, Lost, But Making Good Time: A View from the Back Row of the Band. Según su mujer, dejó de tocar la trompeta hacia el final de su vida, debido a la degeneración macular y problemas en las manos por un accidente automovilístico. Mitchell también sufrió de cáncer y murió el 11 de mayo de 2013.

## Discografía
Con Chet Baker
- Blood, Chet and Tears (Verve, 1970)

Con Harry James
- The New James (Capitol Records – ST 1037, 1958)[3]
- Harry's Choice (Capitol Records – ST 1093, 1958)[4]

Con Stan Kenton
- Stan Kenton Conducts the Los Angeles Neophonic Orchestra (Capitol, 1965)
- Hair (Capitol, 1969)

Con Irene Kral
- Wonderful Life (Mainstream, 1965)

Con Shorty Rogers
- Chances Are It Swings (RCA Victor, 1958)
- The Wizard of Oz and Other Harold Arlen Songs (RCA Victor, 1959)
- Shorty Rogers Meets Tarzan (MGM, 1960)
- An Invisible Orchard (RCA Victor, 1961 [1997])
- Bossa Nova (Reprise, 1962)
- Jazz Waltz (Reprise, 1962)

Con Pete Rugolo
- Rugolo Plays Kenton (EmArcy, 1958)
- The Music from Richard Diamond (EmArcy, 1959)
- Behind Brigitte Bardot (Warner Bros., 1960)
- The Original Music of Thriller (Time, 1961)
- Ten Trumpets and 2 Guitars (Mercury, 1961)

Con Dan Terry
- The Complete Vita Recordings of Dan Terry[5] (Vita Records, 1952)

Con Gerald Wilson
- California Soul (Pacific Jazz, 1968)